# Judith Levine
Judith Levine, född 1952, är en amerikansk författare och journalist. I Sverige är hon mest känd för sin bok om sitt år med köpstopp, Not Buying It: My Year Without Shopping. Boken har översatts till 5 språk.
2002 gav hon ut, den i USA uppmärksammade, boken Harmful to Minors: The Perils of Protecting Children From Sex där hon diskuterar sexuallagstiftning, barnpornografi och arbortlagstiftning. Boken fick the Los Angeles Times Book Prize samma år.
Hon har även skrivit böckerna My Enemy, My Love: Women, Men, and the Dilemmas of Gender och Do You Remember Me?: A Father, A Daughter, and a Search for the Self.
Som journalist har hon skrivit om ämnen som sex, kön, åldrande och konsumtion för olika tidskrifter och dagstidningar.